# Chanuka

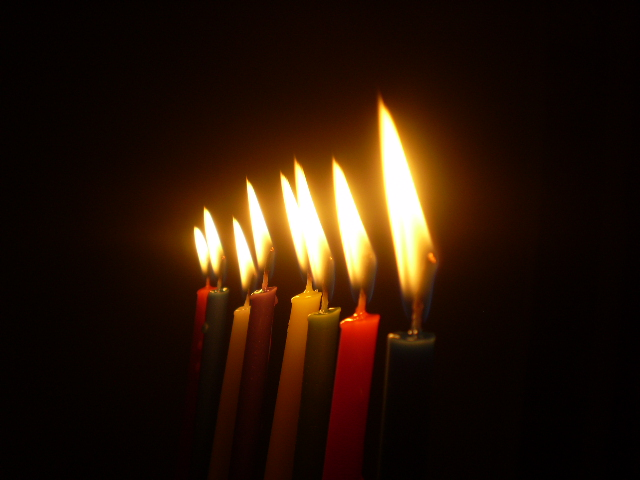
Chanukija

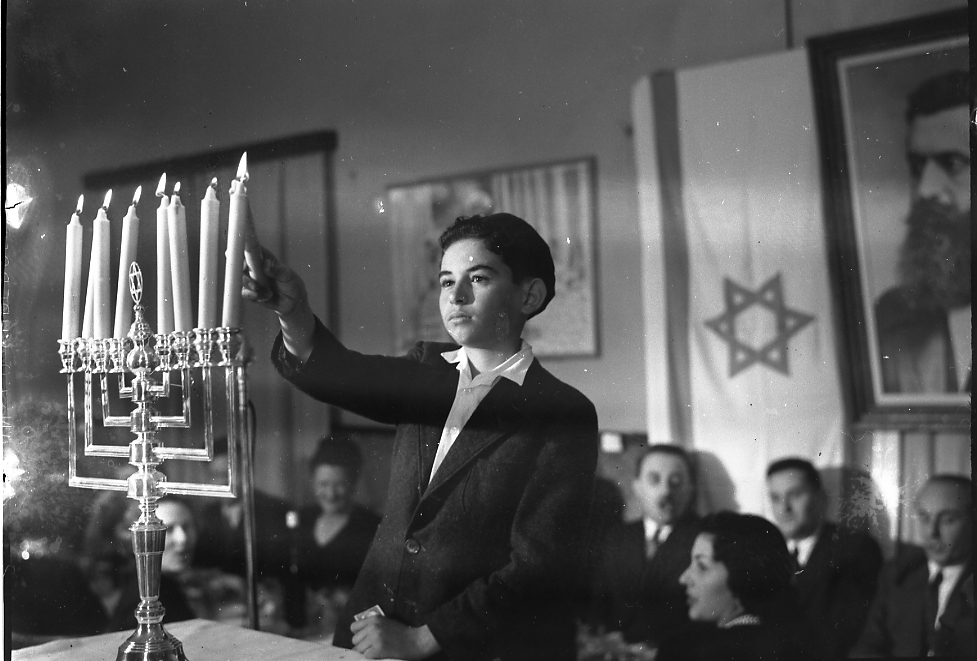

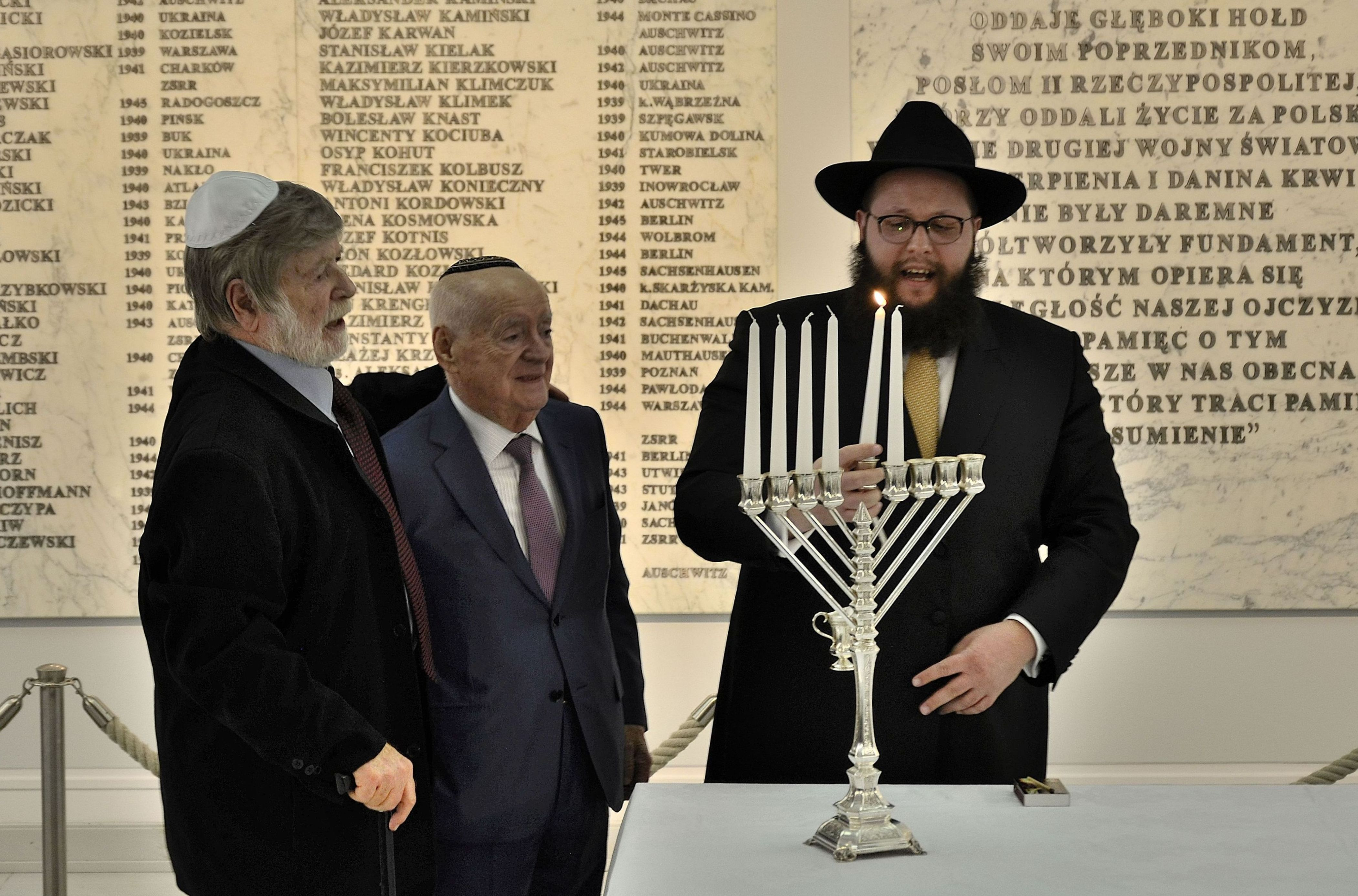
Uroczystość zapalenia lampy chanukowej w Sejmie (2015)

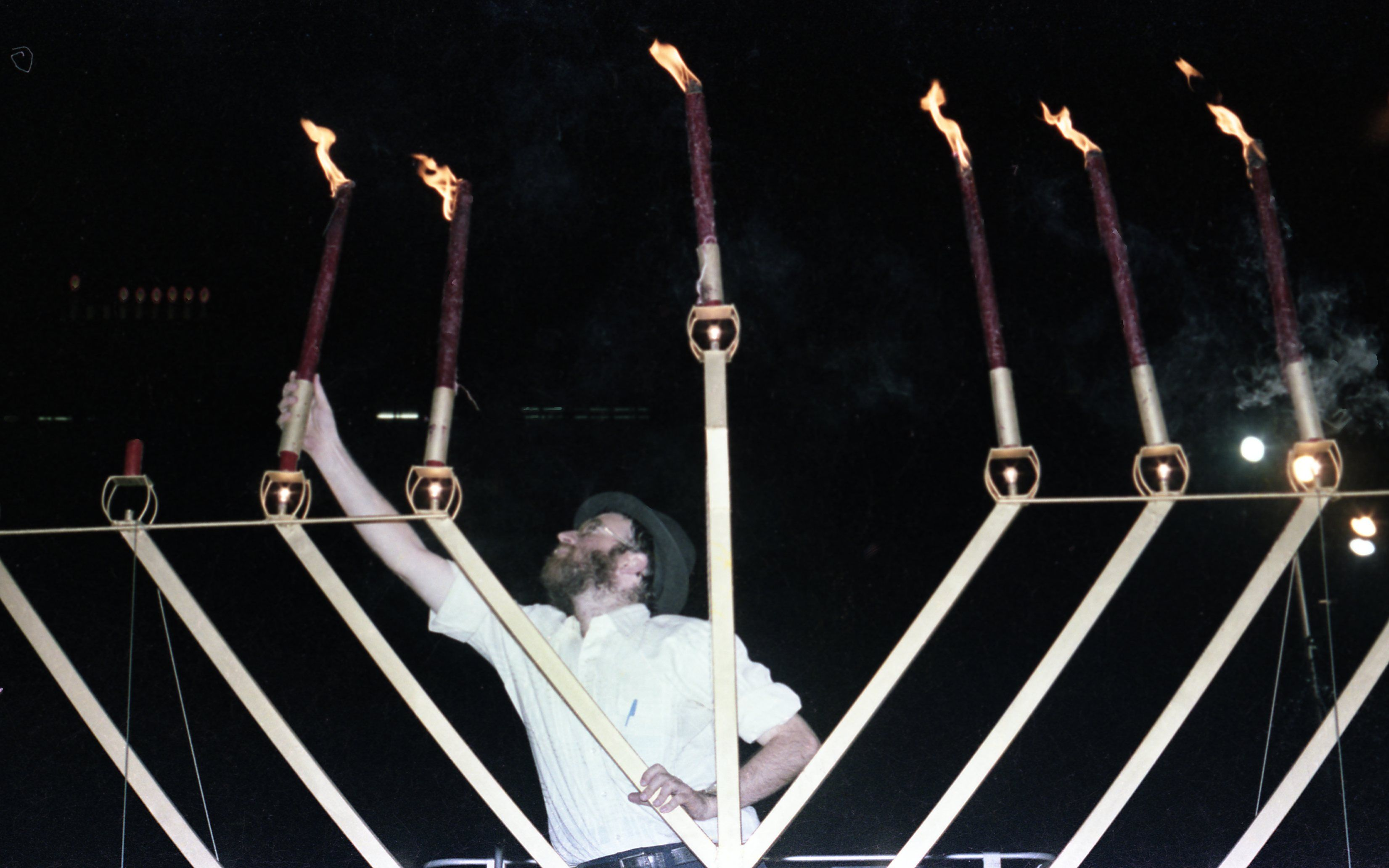

Chanuka (hebr. ‏חֲנֻכָּה‎, Chanukka, zapisywane także: ‏חנוכה‎; jid. ‏חנוכּה‎ Chanuke lub Chanike), Święto Poświęcenia (Odnowienia), także: Dzień Ognia, u Józefa Flawiusza, Święto Świateł (hebr. Chag ha-Orim) – doroczne święto żydowskie trwające osiem dni, począwszy od 25 dnia miesiąca kislew (według kalendarza żydowskiego). Upamiętnia ono ponowne poświęcenie Świątyni Jerozolimskiej w roku 165 p.n.e. Z Chanuką związany jest rytuał zapalania świateł, świec lub lampek oliwnych, umieszczonych na specjalnym  świeczniku chanukowym – chanukii.

## Nazwa święta
Chanuka (hebr. ‏חנוכה‎) oznacza „poświęcenie”. Stanowi nawiązanie do poświęcenia ołtarza Namiotu Spotkania (por. Lb 7,1), poświęcenia murów Jerozolimy (Ne 12,27n) czy poświęcenia ołtarza Świątyni (Krn 7,2). Jest nazywana Świętem Poświęcenia (Odnowienia) oraz Dniem Ognia. U Józefa Flawiusza funkcjonuje jako Święto Świateł (hebr. Chag ha-Orim). Nazwa Chanuka jest także tłumaczona jako akronim słowa ‏חנו‎ (chanu = „odpoczywali”) oraz liter ‏כ‎ (kaf) i ‏ה‎ (he), których wartość liczbowa wynosi odpowiednio 20 i 5, co w rezultacie daje znaczenie: „odpoczywali dwudziestego piątego [dnia]”.

## Historia święta
Geneza Chanuki związana jest z wydarzeniami, które miały miejsce w Świątyni Jerozolimskiej 25. dnia miesiąca kislew 165 lub 164 p.n.e., kiedy władca Syrii i Palestyny, Antioch IV z hellenistycznej dynastii Seleucydów postanowił zmusić Żydów do porzucenia swych obyczajów, tradycji i wiary mojżeszowej i przyjęcia obyczajów greckich. Władca złupił Świątynię, umieścił w niej greckie posągi, utworzył w niej miejsce kultu Zeusa i zbudował ołtarz, na którym złożył ofiarę dwudziestego piątego kislew 167 p.n.e. (lub według innych źródeł – 168 p.n.e.). Działania Antiocha IV stały się przyczyną wybuchu powstania narodowowyzwoleńczego, zwanego powstaniem Machabeuszów, na którego czele stanął Matatiasz z rodu Hasmoneuszy z pięcioma synami. Po śmierci Matatiasza dowództwo nad powstańcami objął jego syn – Juda Machabeusz. W trzy lata po zbezczeszczeniu Świątyni przez Antiocha IV powstańcy zwyciężyli Seleucydów i 25 kislew 164 p.n.e. (lub 165 p.n.e.) zdobyli Jerozolimę i odzyskali Świątynię. Juda dokonał jej rytualnego oczyszczenia, ale odnaleziono tylko jeden dzban oliwy zabezpieczonej pieczęcią arcykapłana. Taka ilość powinna wystarczyć na utrzymanie w lampie (ner tamid) płomienia tylko przez jeden dzień, ale płomień utrzymywał się aż przez osiem dni. Święto Chanuka upamiętnia owo wydarzenie – rozpoczyna się 25 dnia kislew i trwa przez osiem dni.

Współczesne elementy obchodów, takie jak zapalanie świateł, wywodzą się głównie z Talmudu Babilońskiego (spisany ok. 500 r. n.e.) gdzie również po raz pierwszy pojawia się legenda o cudzie oliwy.
„Co to jest Chanuka? Nauczyciele uczyli: W dwudziestym piątym [dniu] Kislew dni Chanuki trwają osiem [dni], podczas których nie wolno w nich lamentować ani pościć. Kiedy Grecy wtargnęli do Świątyni, splugawili całą oliwę w Świątyni, a kiedy ród Hasmoneuszy zwyciężył ich, przeszukali [Świątynię] i znaleźli jedynie jeden dzbanek oliwy, który leżał z pieczęcią najwyższego kapłana, ale zawierał tylko tyle oliwy, by zapalić światło na jeden dzień. Zdarzył się cud i zapalili [światło] z niego przez osiem dni. Następnego roku ustalono, że te dni mają być świętowane i oznaczone odmawianiem hymnów [hallel] i dziękczynieniem.” (Talmud Babiloński, Traktat Szabat, strona 21b)
Tanach (Biblia hebrajska) nie opisuje zwycięstwa Żydów nad Seleucydami. Zapis tej historii znany jest tylko z deuterokanonicznych Ksiąg Machabejskich. Opisują także ustanowienie święta:

Dwudziestego piątego dnia dziewiątego miesiąca, to jest miesiąca Kislew, sto czterdziestego ósmego roku wstali wcześnie rano i zgodnie z Prawem złożyli ofiarę na nowym ołtarzu całopalenia, który wybudowali. Dokładnie w tym samym czasie i tego samego dnia, którego poganie go zbezcześcili, został on na nowo poświęcony przy śpiewie pieśni i grze na cytrach, harfach i cymbałach. Cały lud upadł na twarz, oddał pokłon i aż pod niebo wysławiał Tego, który im zesłał takie szczęście. Przez osiem dni obchodzili poświęcenie ołtarza, a przy tym pełni radości składali całopalenia, ofiary pojednania i uwielbienia. Fasadę świątyni ozdobili złotymi wieńcami i małymi tarczami, odbudowali bramy i pomieszczenia dla kapłanów i drzwi do nich pozakładali, a między ludem panowała bardzo wielka radość z tego powodu, że skończyła się hańba, którą sprowadzili poganie. Juda zaś, jego bracia i całe zgromadzenie Izraela postanowili, że uroczystość poświęcenia ołtarza będą z weselem i radością obchodzili z roku na rok przez osiem dni, począwszy od dnia dwudziestego piątego miesiąca Kislew (2 Mch 10:1–9 BT).

Przez osiem dni obchodzili poświęcenie ołtarza, a przy tym pełni radości składali całopalenia, ofiary pojednania i uwielbienia. Fasadę świątyni ozdobili złotymi wieńcami i małymi tarczami, odbudowali bramy i pomieszczenia dla kapłanów i drzwi do nich pozakładali, a między ludem panowała bardzo wielka radość z tego powodu, że skończyła się hańba, którą sprowadzili poganie. Juda zaś, jego bracia i całe zgromadzenie Izraela postanowili, że uroczystość poświęcenia ołtarza będą z weselem i radością obchodzili z roku na rok przez osiem dni, począwszy od dnia dwudziestego piątego miesiąca Kislew (1 Mch 4:56–59 BT).

Żydowski historyk Józef Flawiusz opisywał święto w Iudaike archaiologia („Dawne dzieje Izraela”).

Przez osiem dni świętował Juda wespół z obywatelami na cześć wznowienia ofiar w świątyni. Nie odmówił im żadnej uciechy, raczył ich kosztownymi i wspaniałymi ofiarami, Boga czcił pochwalnymi pieśniami do wtóru harf, a ludowi rozweselał serca. Tak wielką radością napełniło ich to przywrócenie dawnych obyczajów i nadspodziewane odzyskanie swobody służby Bożej po tak długiej przerwie, iż ustanowili prawo, żeby ich potomkowie co roku przez osiem dni świętowali na pamiątkę wznowienia obrzędów w świątyni. Od owego czasu zachowujemy to święto, nazywając je świętem Świateł; miano to pochodzi, jak sądzę, stąd, że wtedy zabłysła nam ta swoboda kultu, gdyśmy zgoła nie mogli się jej spodziewać. („Dawne dzieje Izraela”; XII 7.7).

Majmonides w Hilchot Megilla we-Chanukka podkreślał wymiar kulturowy Chanuki, jako sprzeciw i walkę z kulturą grecką, która uniemożliwiała życie społeczności żydowskiej według własnych, religijnych i kulturowych zasad. Aspekt odzyskania Świątyni i cudu oliwy przedstawiał jako sprawy wtórne. Chanuka została skodyfikowana w XVI wieku przez rabina Józefa ben Efraima Karo w pierwszej części (Orach Chaim) kodeksu Szulchan aruch.

## Przebieg święta
Z Chanuką związany jest rytuał zapalania świateł, świec lub lampek oliwnych, umieszczonych na specjalnym chanukowym świeczniku – chanukii, co ma przypominać wydarzenia, które miały miejsce 25 kislew 164 p.n.e. w Świątyni Jerozolimskiej. Zapalanie świec oraz czytanie Megilla w tych dniach jest micwą rabiniczną. Świecznik powinien być ustawiony na zewnątrz domu (Talmud: Shabbos 21b), ewentualnie w pobliżu drzwi lub okna, aby – jak zalecał Szlomo ben Icchak – „upubliczniać cud” (pirsumei nisa), a płomień nie powinien się na nim palić krócej niż pół godziny dziennie. Pierwszego dnia po zachodzie słońca zapala się pierwszą świecę (lub lampkę) od lewej strony. Drugiego dnia dwie i później każdego dnia o jedną więcej, aż do dnia ósmego. Według tradycji podawanej przez rabina Szammaja światła winny być zapalane w kolejności od strony prawej do lewej (co miało pomóc w lepszym uhonorowaniu konkretnego dnia święta), a według przeciwstawnej mu szkoły rabina Hillela – od strony lewej do prawej (co jego zdaniem miało symbolizować „wzrost duchowego przeżywania cudu Chanuki”). 
Przewodnik chanukowy rabina Irvinga Greenberga inaczej opisuje rozbieżności zaleceń chanukowych między tymi szkołami rabinicznymi. Jego zdaniem szkoła Hillela zalecała zapalanie jednego światła w pierwszy wieczór i sukcesywne zwiększanie liczby płomieni o jeden każdego kolejnego dnia. Natomiast Szammaj miał zalecać zapalanie ośmiu świateł w dniu pierwszym i sukcesywne zmniejszanie ilości w następne wieczory, co miało imitować wyczerpywanie się oliwy w świeczniku świątynnym. Po głosowaniu zwolenników obu szkół przyjęto stanowisko Hillela, potwierdzając praktykę zapalania świateł – od jednego do ośmiu. Ustalenie przywołuje opublikowany przez Union of Orthodox Jewish Congregations of America akronim nawiązujący do nazwy święta: ח נרות והלכה כבית הלל – „osiem świec, a Halacha jest jak dom Hillela”. Do podtrzymywania ognia i zapalania poszczególnych punktów służy dodatkowa, pomocnicza świeca (lampka) zwana „szamesem” (sługą), bowiem nie wolno odpalać bezpośrednio jednej świecy/lampki od poprzedniej. Zapalanie poszczególnych punktów należy do głowy rodziny. Chanukija nie powinna być wykorzystywana jako podstawowe źródło światła, więc miejsce, w którym jest ustawiona, winno być oświetlone przez inne źródło światła.
W pierwszy dzień, wieczorem, przed zapaleniem pierwszego punktu odczytywane są trzy błogosławieństwa:
1. „Błogosławiony jesteś Ty, Haszem, nasz Bóg, Król świata, który uświęcił nas Swoimi przykazaniami i nakazał nam zapalać światła chanukowe” (Baruch Ata Haszem, Eloheinu melech haolam, aszer kidszanu bemicwotaw, weciwanu lehadlik ner szel Chanuka),
2. „Błogosławiony jesteś Ty, Haszem, nasz Bóg, Król świata, który uczynił cuda dla naszych ojców, w tamtych dniach, o tej porze” (Baruch Ata Haszem, Eloheinu melech haolam, szeasa nisim laawoteinu, bajamim hahem bazeman hazeh),
3. „Błogosławiony jesteś Ty, Haszem, nasz Bóg, Król świata, który dał nam dożyć i utrzymywał nas, i doprowadził nas do tego czasu” (Baruch Ata Haszem, Eloheinu melech haolam, szechechejanu, wekijemanu, wehigijanu lazeman hazeh).

Potem czyta się modlitwę Ha-nerot halalu i odśpiewuje się hymn Maoz cur. W kolejne wieczory Chanuki pomijane zostaje trzecie z błogosławieństw. Po wieczornym posiłku oprócz tradycyjnej modlitwy dołącza się modlitwę dziękczynną Al ha-nissim. Podczas Chanuki zabroniona jest publiczna żałoba i post, bowiem jest to święto radosne. W Izraelu Chanuka nabrała nowego, dodatkowego znaczenia, bowiem przypomina odrodzenie narodu żydowskiego. Podczas Chanuki nie obowiązują zakazy wykonywania pracy, a jedynie każdego wieczora Chanuki w czasie palenia się płomieni na chanukii kobiety powinny się powstrzymać od wykonywania swoich obowiązków.

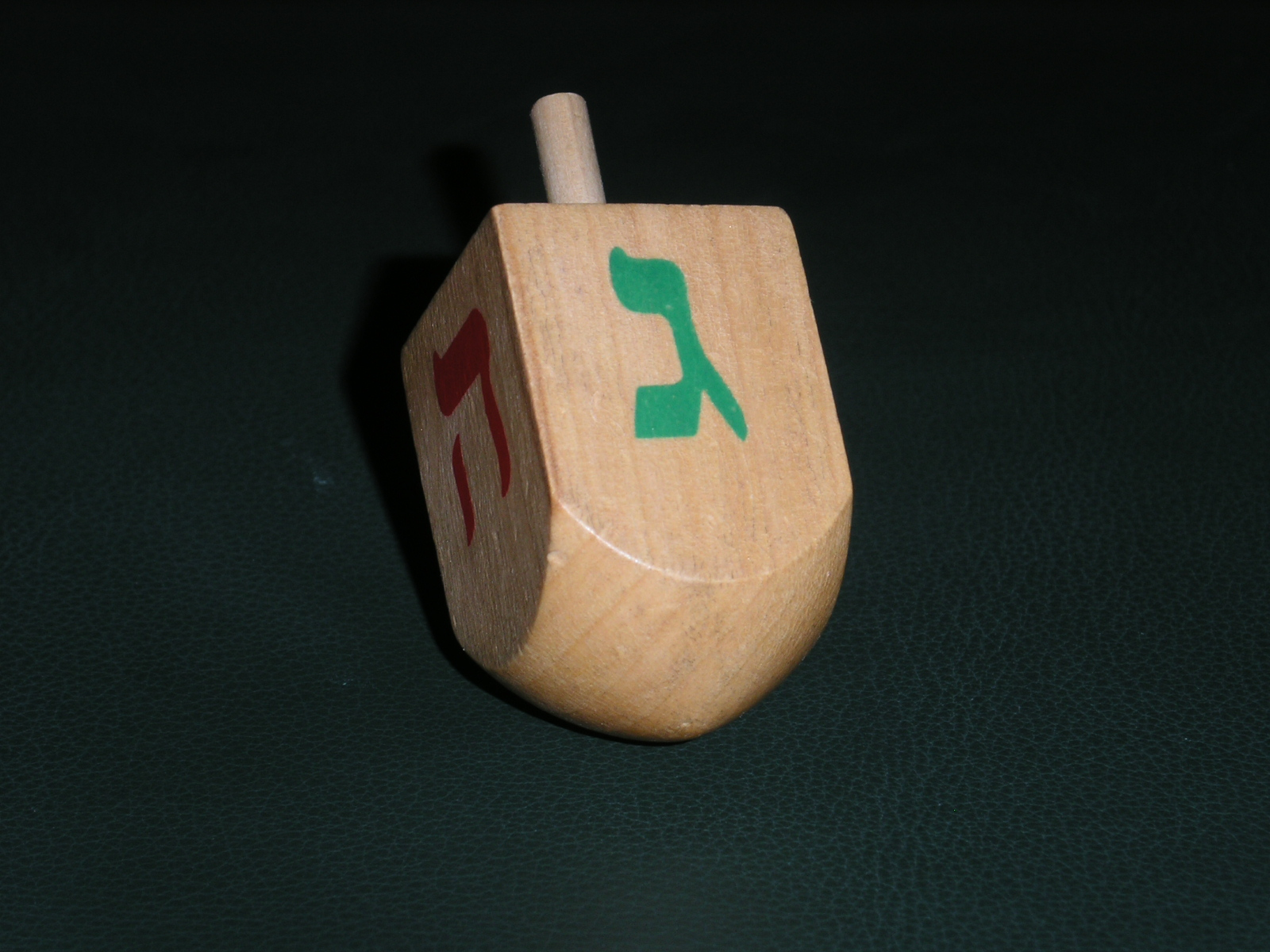
Bączek chanukowy swiwon (drejdel)

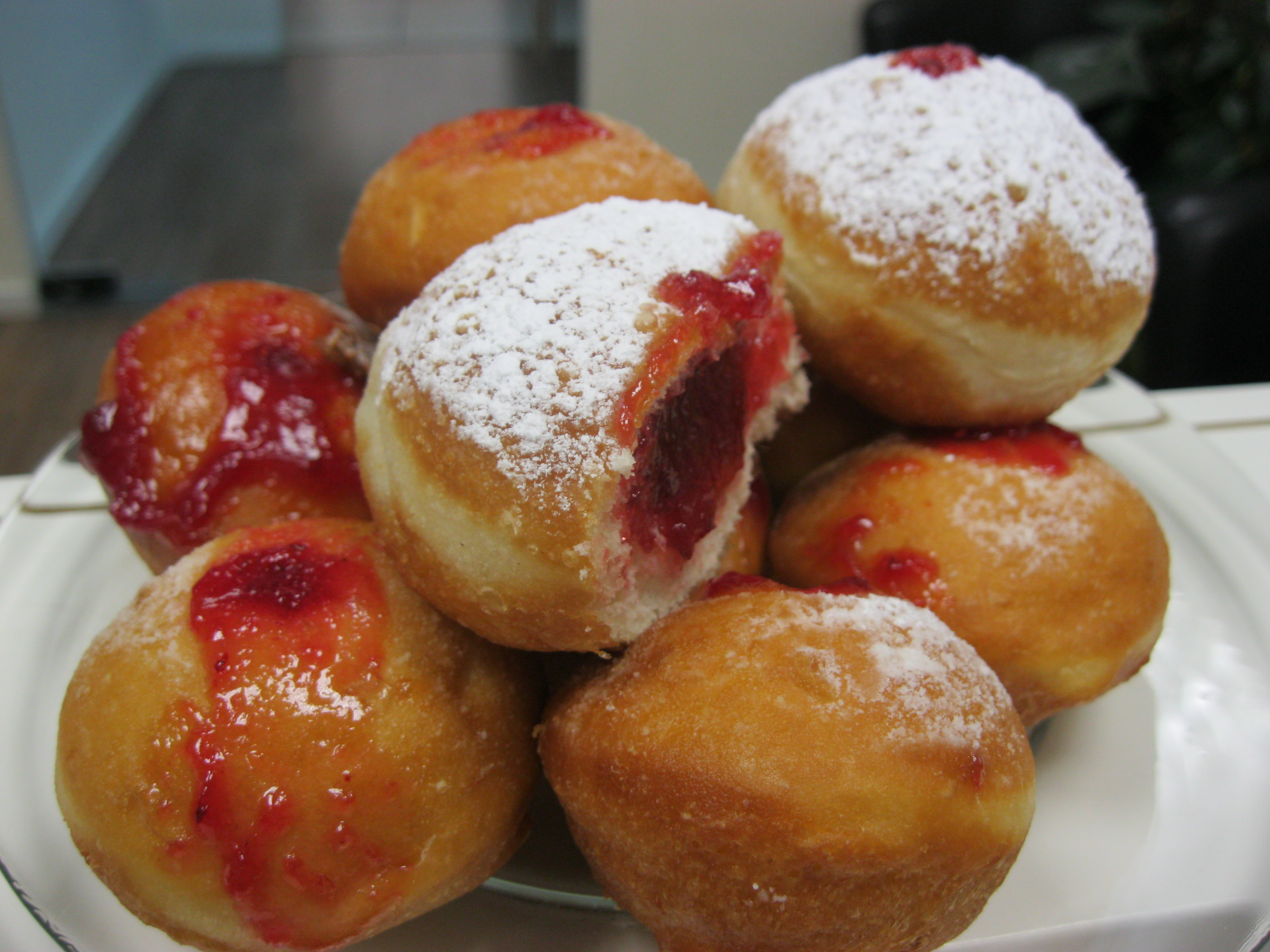
Pączki sufganijot

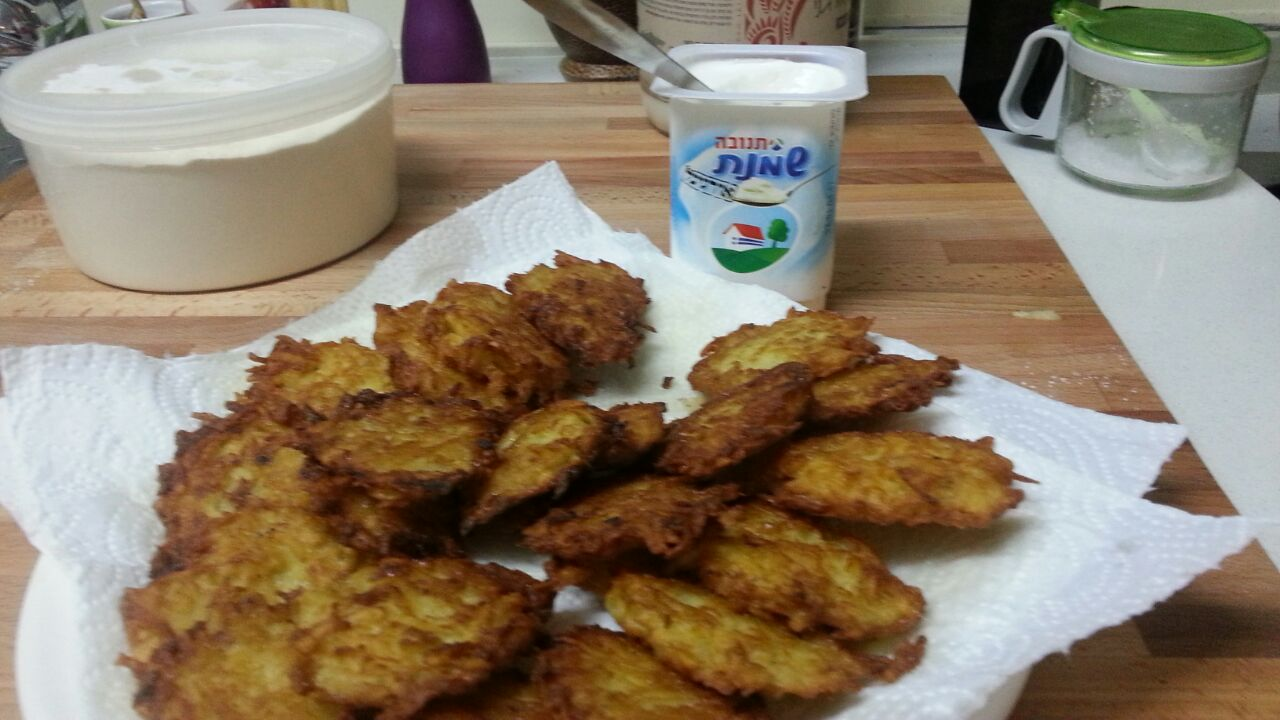
Placki latkes

## Zwyczaje towarzyszące Chanuce
Wśród Żydów aszkenazyjskich szczególny charakter miał piąty wieczór święta. Po odśpiewaniu pieśni chanukowych dzieci były obdarowywane „chanukowymi pieniędzmi” – drobnymi monetami, którym nadawano także znaczenie nagrody za pilne studiowanie Tory. Z czasem owo obdarowywanie dzieci zostało także poszerzone o prezenty. W społecznościach amerykańskich Żydów prezenty zastąpiły całkowicie „chanukowe pieniądze”. W Izraelu nie ma zwyczaju dawania podarunków chanukowych. Podczas Chanuki dorośli grywają w karty, dzieci bawią się bączkiem swiwon (jid. drejdel),
na którego bokach wypisane są litery: נ (nun), ג (gimel), ה (he), ש (szin), które są pierwszymi literami słów w zdaniu „wielki cud zdarzył się tam” (nes gadol haja szam). Drejdle używane w Izraelu zostały nieznacznie zmodyfikowane, i znajdują się litery: נ (nun), ג (gimel), ה (he), פ(pe), będące literami zaczynającymi słowa w zdaniu: „wielki cud zdarzył się tutaj” (Nes gadol haja po).

### Potrawy chanukowe
Religia nie nakazuje spożywania określonych posiłków, choć powstała – związana z Judytą – tradycja osnuta wokół naleśników, placków ziemniaczanych (latkes), racuchów i pączków (sufganijot) nadziewanych dżemem, konfiturami lub marmoladą, czyli potraw przygotowywanych na oliwie. Według tradycji wspominanej przez rabina Mojżesza ben Israela Isserlesa w komentarzu do kodeksu Szulchan Aruch podczas święta Chanuki spożywane bywają także potrawy zawierające ser, który ma stanowić nawiązanie do legendy, według której Judyta poczęstowała serem dowódcę armii asyryjskiej Holofernesa. Spożyty ser miał spowodować silne pragnienie, a Holofernes gasił je znaczną ilością wina – w konsekwencji upił się i zapadł w mocny sen. Judyta zabiła uśpionego wodza, co przyczyniło się do klęski Asyryjczyków. Według Miszny Berury Judyta była córką arcykapłana Jochanana, zaś według innych źródeł piękną i pobożną wdową.
Dzieci otrzymują cukierki wykonane z miodu i sezamu.

## Data
Chanuka to święto o ruchomej dacie w kalendarzu gregoriańskim. Rozpoczyna się w dzień poprzedzający poniższą datę (o zachodzie słońca):
| - 22 grudnia 2000 - 10 grudnia 2001 - 30 listopada 2002 - 20 grudnia 2003 - 8 grudnia 2004 - 26 grudnia 2005 - 16 grudnia 2006 | - 5 grudnia 2007 - 22 grudnia 2008 - 12 grudnia 2009 - 2 grudnia 2010 - 21 grudnia 2011 - 9 grudnia 2012 - 28 listopada 2013 | - 17 grudnia 2014 - 7 grudnia 2015 - 25 grudnia 2016 - 13 grudnia 2017 - 3 grudnia 2018 - 23 grudnia 2019 - 11 grudnia 2020 | - 29 listopada 2021 - 19 grudnia 2022 - 8 grudnia 2023 - 26 grudnia 2024 - 15 grudnia 2025 - 5 grudnia 2026 - 25 grudnia 2027 |